# Dai-won Moon
Dai-won Moon (Hap Duk, 200 km al sur de Seúl; 19 de enero de 1943) es un artista marcial coreano de taekwondo .
Un amigo suyo le inició en la práctica del Tang Soo Do en la escuela del Sabomnim Chun Yong Ha. A los 16 años obtuvo la cinta negra. En 1962, viajó a los Estados Unidos para estudiar la carrera de arquitectura.
A la edad de 20 años comenzó a dictar clases de Taekwondo a sus compañeros de la Universidad. Al poco tiempo, participó con sus alumnos avanzados en los torneos más importantes de artes marciales en los Estados Unidos con un enorme éxito; durante tres años consecutivos fue campeón nacional, logro que hasta la fecha no ha sido superado.
En 1969, fue invitado a México, país donde inició la escuela de Tae Kwon Do: Moo Duk Kwan con el objetivo de "Hacer del taekwondo mexicano uno de los más poderosos del mundo", disciplina no explorada en ese país hasta entonces. En 1975 se naturalizó mexicano y tiene 4 hijos nacidos en México.